# 세계수와 불가사의 던전 2
《세계수와 불가사의 던전 2》는 스파이크 춘소프트가 제작한 2017년 롤플레잉 비디오 게임이다. 《세계수와 불가사의 던전 (2015)》의 후속작이자 아틀러스의 《세계수의 미궁》과 스파이크 춘소프트의 《불가사의 던전》간의 두 번째 크로스오버 작품으로 닌텐도 3DS 플랫폼으로 개발됐다. 일본에서 2017년 8월 31일 출시됐으며 북미 및 유럽 지역에선 출시하지 않았다.
전작과 게임플레이가 대동소이하며 해적, 연금술사같은 신직업이 추가됐다.

## 반응
일본 잡지 〈패미통〉에선 33/40점(9, 8, 8, 8)을 매겼다.

## 참조

### 내용주
1. ↑  일본어: 世界樹と不思議のダンジョン2